# NK Međimurje Čakovec
A Međimurje Čakovec egy horvát labdarúgócsapat, székhelye Csáktornya városában található. Jelenleg a horvát élvonalban szerepel.
A Muraköz megyéről (horvátul: Međimurska županija) elnevezett labdarúgócsapat eddig nem ért el jelentősebb eredményt.

## Története
A klubot 2003 júniusában alapították, és egy másik csáktornyai alakulat, az Omladinac helyét vette át a horvát másodosztályban. A debütáló szezon meghozta az első sikert is, az NK Međimurje a dobogó legfelső fokán végzett, így az első osztályba lépett.
Az első élvonalbeli pontvadászatát három vereséggel kezdte, a rossz sorozatot a 4. fordulóban törte meg, miután 1–0-s arányban múlta felül az NK Zagreb csapatát. A győzelem ellenére az idény hátralevő része nem a csáktornyai csapat sikereitől volt hangos, a következő 18 bajnoki mérkőzésen további két győzelemmel gyarapította pontszámait, majd a tabella utolsó helyén zárt. Az akkori bajnoki rendszernek megfelelően az alsóházba sorolódott, ahol egy hétmérkőzéses veretlenségi sorozatnak köszönhetően megtarthatta élvonalbeli tagságát.
Annak ellenére, hogy második élvonalbeli idényében már öt alkalommal hagyta el győztesként a pályát, illetve az Inter Zaprešić és a Slaven Belupo mögött csak egy ponttal maradt le, a tabella utolsó helyén zárt. Az alsóházi rájátszást három vereséggel kezdte, majd a kiesésközeli érzés előbb kijózanította a kissé hitevesztett játékosokat, majd egy hújabb hétmérkőzéses veretlenségi sorozat újabb egy évenyi bérleti jogot biztosított az első osztályban.
A 2006–07-es szezon az NK Međimurje élvonalbeli szereplésének legjobb, a 2007–08-as pedig az legrosszabb idényét hozta. A bajnoki 9. helyet egy kiesést jelentő 12. hely követett, majd a horvát labdarúgó-bajnokság rendszerének átalakítása, illetve a Slavonac visszalépésének köszönhetően a másodosztály 5. helyezettjeként 2009-ben újra a legjobbak között versenghetett. 

## Külső hivatkozások
- Hivatalos honlap (horvátul)
- Adatlapja az uefa.com-on (angolul)